# Coupe des Pays-Bas de football 2011-2012
Navigation
Édition précédente Édition suivante
La Coupe des Pays-Bas de football 2011-2012, nommée la KNVB beker, est la 94e édition de la Coupe des Pays-Bas. La compétition commence le 23 août 2011 et se termine le 8 avril 2012, date de la finale qui se dispute au Feijenoord Stadion. 92 clubs participent au tournoi.
Le club vainqueur de la coupe est qualifié pour les barrages de la Ligue Europa 2012-2013.
Lors de la finale, le PSV Eindhoven s'impose face au Heracles Almelo sur le score de 3-0 et remporte son 9e titre.

## Déroulement de la compétition
Tous les tours se jouent en élimination directe. À chaque tour, un tirage au sort est effectué pour déterminer les adversaires.
Les 18 clubs d'Eredivisie et les 18 clubs d'Eerste Divisie sont qualifiés d'office pour la compétition et sont dispensés du premier tour.
Les clubs qui jouent en Europe ne peuvent pas s'affronter avant les huitièmes de finale.

## Calendrier
| Tour                | Date                              | Équipes participantes |
| ------------------- | --------------------------------- | --------------------- |
| 1er tour            | 23 et 24 août 2011                | 56                    |
| 2e tour             | 20, 21 et 22 septembre 2011       | 64                    |
| 3e tour             | 25, 26 et 27 octobre 2011         | 32                    |
| Huitièmes de finale | 20, 21 et 22 décembre 2011        | 16                    |
| Quarts de finale    | 31 janvier, 1er et 2 février 2012 | 8                     |
| Demi-finale         | 21 et 22 mars 2012                | 4                     |
| Finale              | 8 avril 2012                      | 2                     |

## Résultats

### Huitièmes de finale
Les matchs des huitièmes de finale se déroulent les 20, 21 et 22 décembre 2011.
| Date        | Club             | Résultat         | Club            |
| ----------- | ---------------- | ---------------- | --------------- |
| 20 décembre | RKC Waalwijk     | 3 - 2            | Go Ahead Eagles |
| 20 décembre | Sparta Rotterdam | 1 - 1 4-5 (pen.) | GVVV            |
| 20 décembre | Heracles Almelo  | 4 - 0            | De Graafschap   |
| 21 décembre | Heerenveen       | 11 - 1           | FC Oss          |
| 21 décembre | NEC Nimègue      | 3 - 0            | Achilles '29    |
| 21 décembre | Ajax Amsterdam   | 1 - 0 arrêté     | AZ Alkmaar      |
| 22 décembre | FC Eindhoven     | 1 - 2            | Vitesse Arnhem  |
| 22 décembre | FC Twente        | 1 - 2            | PSV Eindhoven   |

Le match entre l'Ajax et l'AZ est interrompu à la 37e minute après qu'un supporter ait attaqué le gardien de l'AZ. Il est rejoué devant un public composé uniquement d'enfants en janvier 2012.
| Date       | Club           | Résultat | Club       |
| ---------- | -------------- | -------- | ---------- |
| 19 janvier | Ajax Amsterdam | 2 - 3    | AZ Alkmaar |

### Quarts de finale
Les matchs des quarts de finale se déroulent les 31 janvier, 1er et 2 février 2012.
| Date        | Club            | Résultat | Club         |
| ----------- | --------------- | -------- | ------------ |
| 31 janvier  | Vitesse Arnhem  | 1 - 2    | Heerenveen   |
| 1er février | Heracles Almelo | 3 - 0    | RKC Waalwijk |
| 1er février | AZ Alkmaar      | 2 - 1    | GVV          |
| 2 février   | PSV Eindhoven   | 3 - 2    | NEC Nimègue  |

### Demi-finales
Les matchs des demi-finales se jouent les 21 et 22 mars 2012.
| Date | Club       | Résultat    | Club            |
| ---- | ---------- | ----------- | --------------- |
|      | Heerenveen | 1 - 3       | PSV Eindhoven   |
|      | AZ Alkmaar | 2 - 4 a. p. | Heracles Almelo |

### Finale
La finale se joue le 8 avril 2012 au Feijenoord Stadion de Rotterdam.
| 8 avril 2012 | PSV Eindhoven                         | 3 - 0   | Heracles Almelo | Feijenoord Stadion, Rotterdam |                            |
| 18h00 (CET)  | Toivonen 31e · Mertens 56e · Lens 63e | (1 - 0) |                 | Arbitrage : Pol van Boekel    | Arbitrage : Pol van Boekel |
| 18h00 (CET)  | Rapport                               |         |                 | Arbitrage : Pol van Boekel    | Arbitrage : Pol van Boekel |